# Dischidia major
Dischidia major är en oleanderväxtart som först beskrevs av Vahl, och fick sitt nu gällande namn av Elmer Drew Merrill. Dischidia major ingår i släktet Dischidia och familjen oleanderväxter. Inga underarter finns listade i Catalogue of Life.